# Qualifications à la Coupe d'Afrique des nations de football 1978
Les qualifications à la Coupe d'Afrique des nations de football 1978 mettent aux prises 25 équipes nationales africaines afin de qualifier 6 formations pour disputer la phase finale, en plus du Ghana qualifié d'office en tant que pays hôte et du Maroc, qualifié en tant que tenant du titre.

## Qualifications

### Tour préliminaire
Seules deux équipes disputent le tour préliminaire. La Maurice se qualifie à l'issue des matchs.
| Equipe 1 | Score | Equipe 2 | Aller | Retour |
| -------- | ----- | -------- | ----- | ------ |
| Malawi   | 3 - 4 | Maurice  | 1 - 1 | 2 - 3  |

### 1ertour
| Equipe 1     | Score | Equipe 2      | Aller | Retour | Notes   |
| ------------ | ----- | ------------- | ----- | ------ | ------- |
| Algérie      | 5 - 3 | Kenya         | 4 - 1 | 1 - 2  |         |
| Cameroun     | 2 - 4 | Congo         | 2 - 0 | 0 - 4  | [ n 1 ] |
| Égypte       | 4 - 5 | Tunisie       | 2 - 2 | 2 - 3  |         |
| Guinée       | 5 - 0 | Libye         | 3 - 0 | 2 - 0  |         |
| Mali         |       | Niger         |       |        | [ n 2 ] |
| Maurice      | 2 - 4 | Éthiopie      | 2 - 3 | 0 - 1  |         |
| Sénégal      | 3 - 1 | Togo          | 2 - 1 | 1 - 0  |         |
| Sierra Leone | 1 - 3 | Nigeria       | 1 - 1 | 0 - 2  |         |
| Ouganda      |       | Tanzanie      |       |        | [ n 3 ] |
| Haute-Volta  | 1 - 5 | Côte d'Ivoire | 0 - 1 | 1 - 4  |         |
| Zambie       |       | Soudan        |       |        | [ n 4 ] |
| Gabon        |       | Zaïre         |       |        | [ n 5 ] |

### 2dtour
| Equipe 1      | Score | Equipe 2 | Aller | Retour | Notes   |
| ------------- | ----- | -------- | ----- | ------ | ------- |
| Algérie       | 2 - 2 | Zambie   | 2 - 0 | 0 - 2  | [ n 6 ] |
| Gabon         | 5 - 6 | Congo    | 2 - 3 | 3 - 3  |         |
| Côte d'Ivoire |       | Mali     |       |        | [ n 7 ] |
| Éthiopie      | 1 - 2 | Ouganda  | 0 - 0 | 1 - 2  |         |
| Sénégal       | 3 - 4 | Nigeria  | 3 - 1 | 0 - 3  |         |
| Tunisie       | 5 - 3 | Guinée   | 3 - 0 | 2 - 3  |         |

### Pays qualifiés
Les listes des pays qualifiés est la suivante :
- Zambie
- Congo
- Ouganda
- Nigeria
- Tunisie
- Haute-Volta

Par ailleurs, 2 pays sont qualifiés sans passer par les qualifications :
- Maroc, en tant que tentant du titre
- Ghana, en tant qu'organisateur